# Albert Aldridge
Albert Aldridge est un footballeur international anglais. 
Il joue dans différents clubs de l’agglomération de Birmingham dont Aston Villa et il est sélectionné à deux reprises en équipe d'Angleterre de football.